# Ušačy
Ušačy (in bielorusso Ушачы?) è un comune della Bielorussia, situato nella regione di Vicebsk.